# Conus recluzianus
Espèce
Statut de conservation UICN

 LC  : Préoccupation mineure
Conus recluzianus est une espèce de mollusques gastéropodes marins de la famille des Conidae.
Comme toutes les espèces du genre Conus, ces escargots sont prédateurs et venimeux. Ils sont capables de « piquer » les humains et doivent donc être manipulés avec précaution, voire pas du tout.

## Description
La taille de la coquille varie entre 45 mm et 100 mm. La couleur de la coquille est blanc jaunâtre, avec de larges bandes et taches irrégulières brun jaunâtre. 

## Distribution
Cette espèce marine est présente au large du Japon et de l'Australie (Territoire du Nord, Queensland et Australie-Occidentale).

### Niveau de risque d’extinction de l’espèce
Selon l'analyse de l'UICN réalisée en 2011 pour la définition du niveau de risque d'extinction, cette espèce est largement distribuée dans le Pacifique indo-occidental et en Australie. Cette espèce est présente dans les eaux profondes et considérée comme rare dans certaines parties de son aire de répartition. Il n'y a pas de menaces connues pour cette espèce. Nous avons inscrit cette espèce comme étant de préoccupation mineure.

## Taxonomie

### Publication originale
L'espèce Conus recluzianus a été décrite pour la première fois en 1853 par le malacologiste français A. C. Bernardi dans « Journal de Conchyliologie »,.

### Synonymes
- Conus (Splinoconus) recluzianus Bernardi, 1853 · appellation alternative
- Kioconus recluzianus (Bernardi, 1853) · non accepté

### Sous-espèces
- Conus recluzianus recluzianus Bernardi, 1853
- Conus recluzianus simanoki Tenorio, Poppe & Tagaro, 2007